# Wisselward
Wisselward is een dunbevolkt poldergebied behorend tot de gemeente Kalkar in de Nederrijnregio. Het is gelegen op de linker rijnoever direct aan de Rijn tussen Wissel, Grieth en Hönnepel.
Het gebied van 304 hectare is tegen overstroming beschermd door een zware winterdijk en wordt voornamelijk gebruikt voor land- en tuinbouw (boomgaarden) en zandwinning. Rondom de boomgaarden, tussen de dijk en het zandgat, verloopt een fietspad. De dijk werd rond 2019 grootschalig verhoogd en verstevigd en van nieuw wegdek voorzien.
Ten zuidwesten van Wisselward bevinden zich de recreatieplas Wisseler See met een kampeerterrein voor seizoentoeristen en het natuurgebied Wisseler Dünen. Ten zuiden bevindt zich het attractiepark Wunderland Kalkar.
Ten oosten van Wisselward, op de rechter Rijnoever, bevindt zich het poldergebied Reeserward met het natuurgebied Grietherorter Altrhein.

## Afbeeldingen

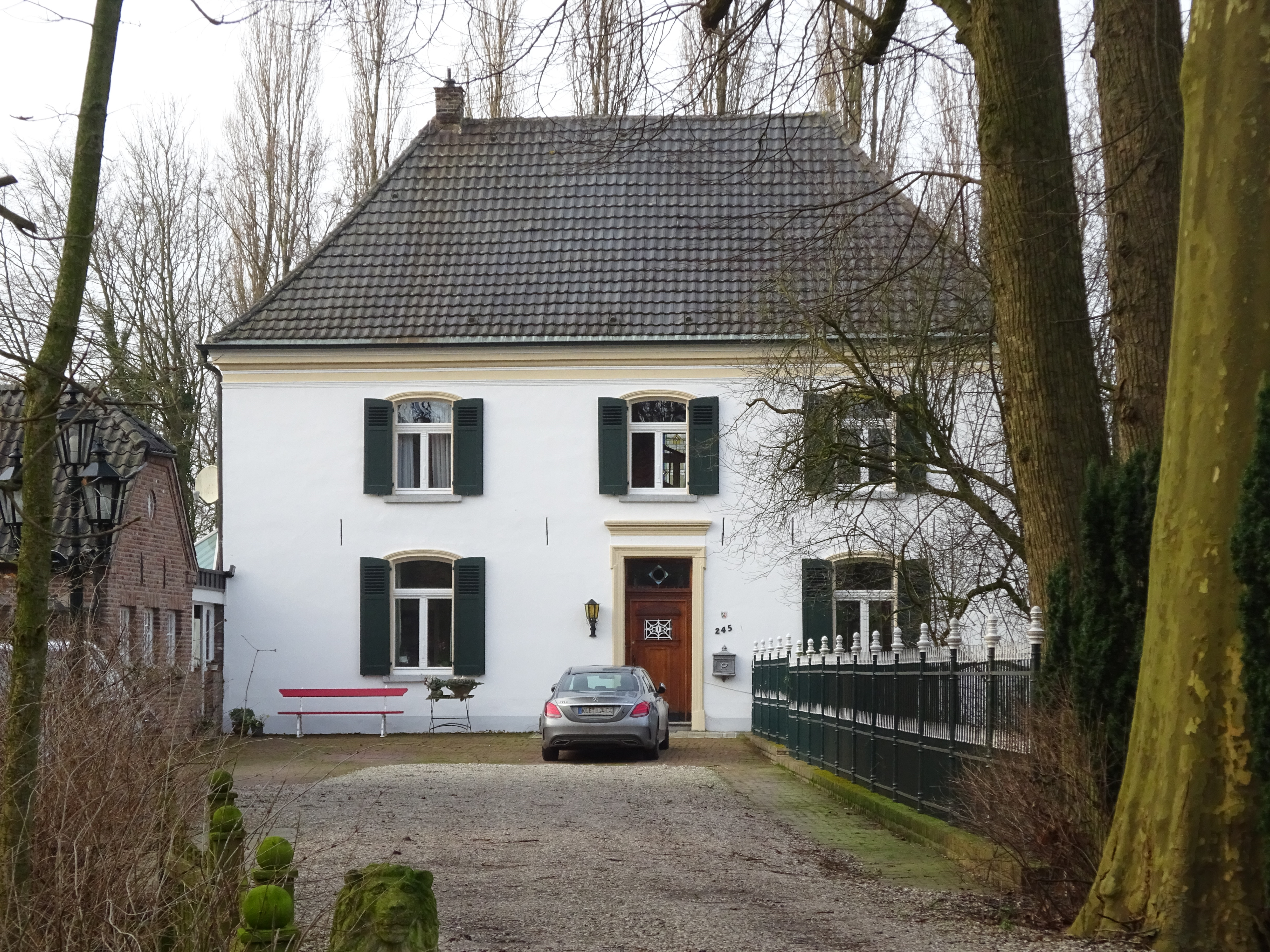
Haus Wardenstein
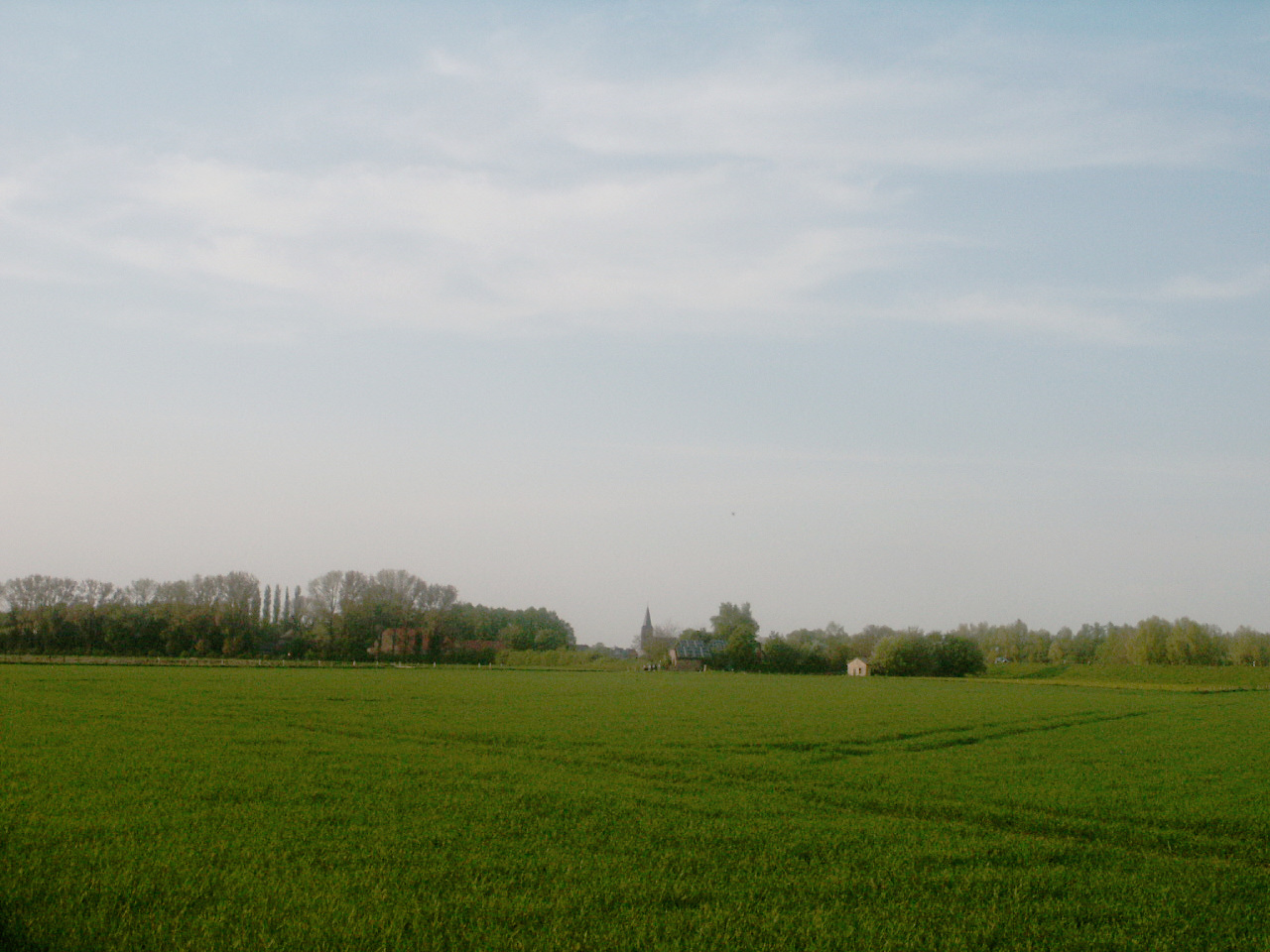
Blik op Grieth
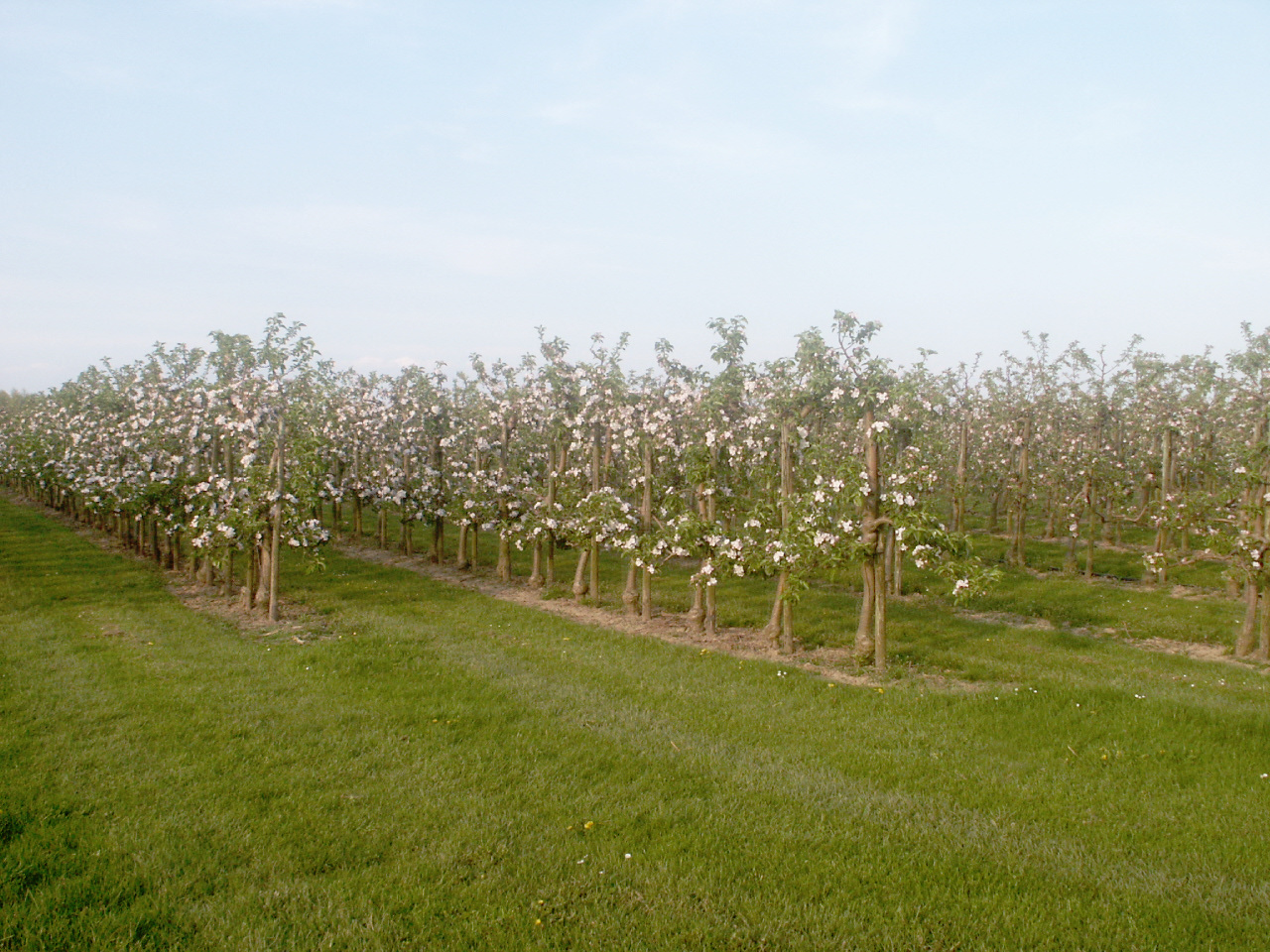
Fruitboomgaard
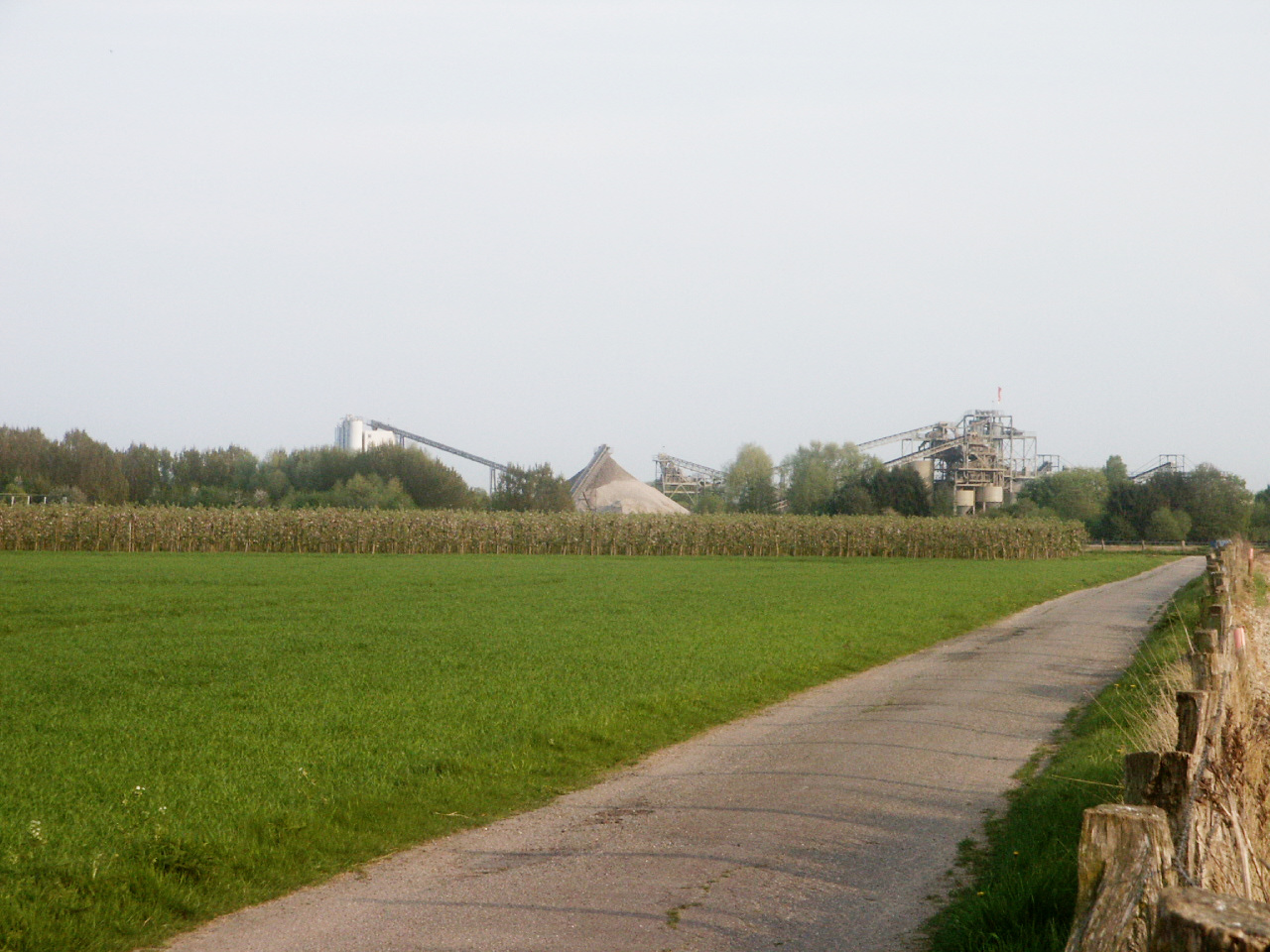
Fietspad
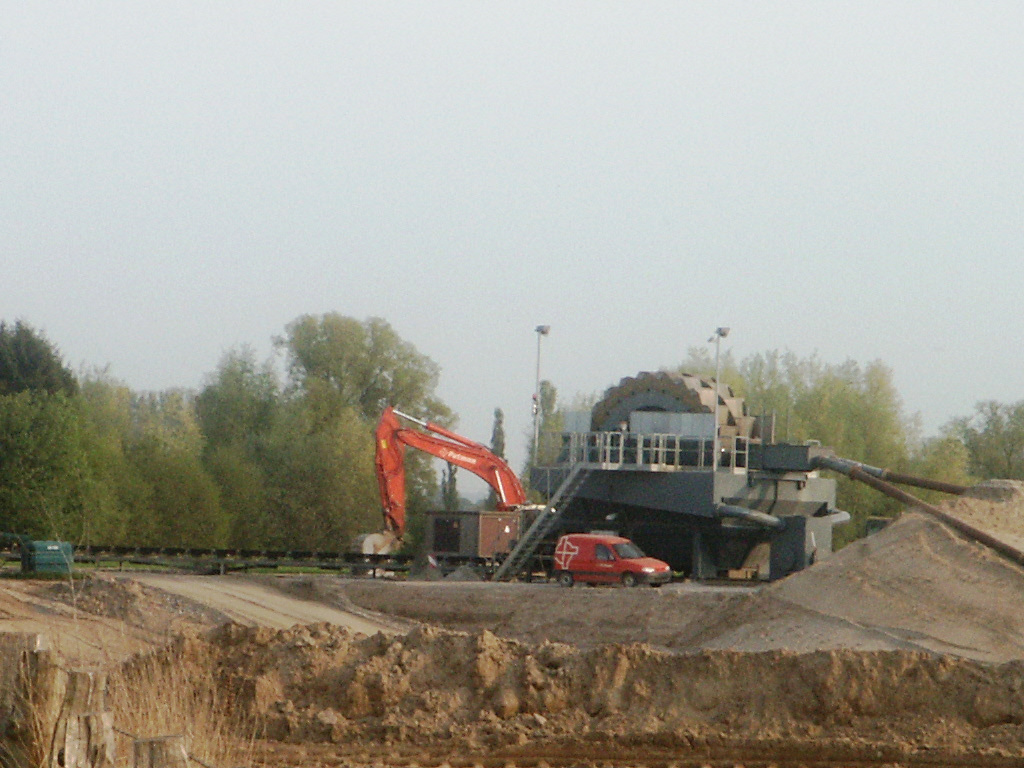
Zandwinning
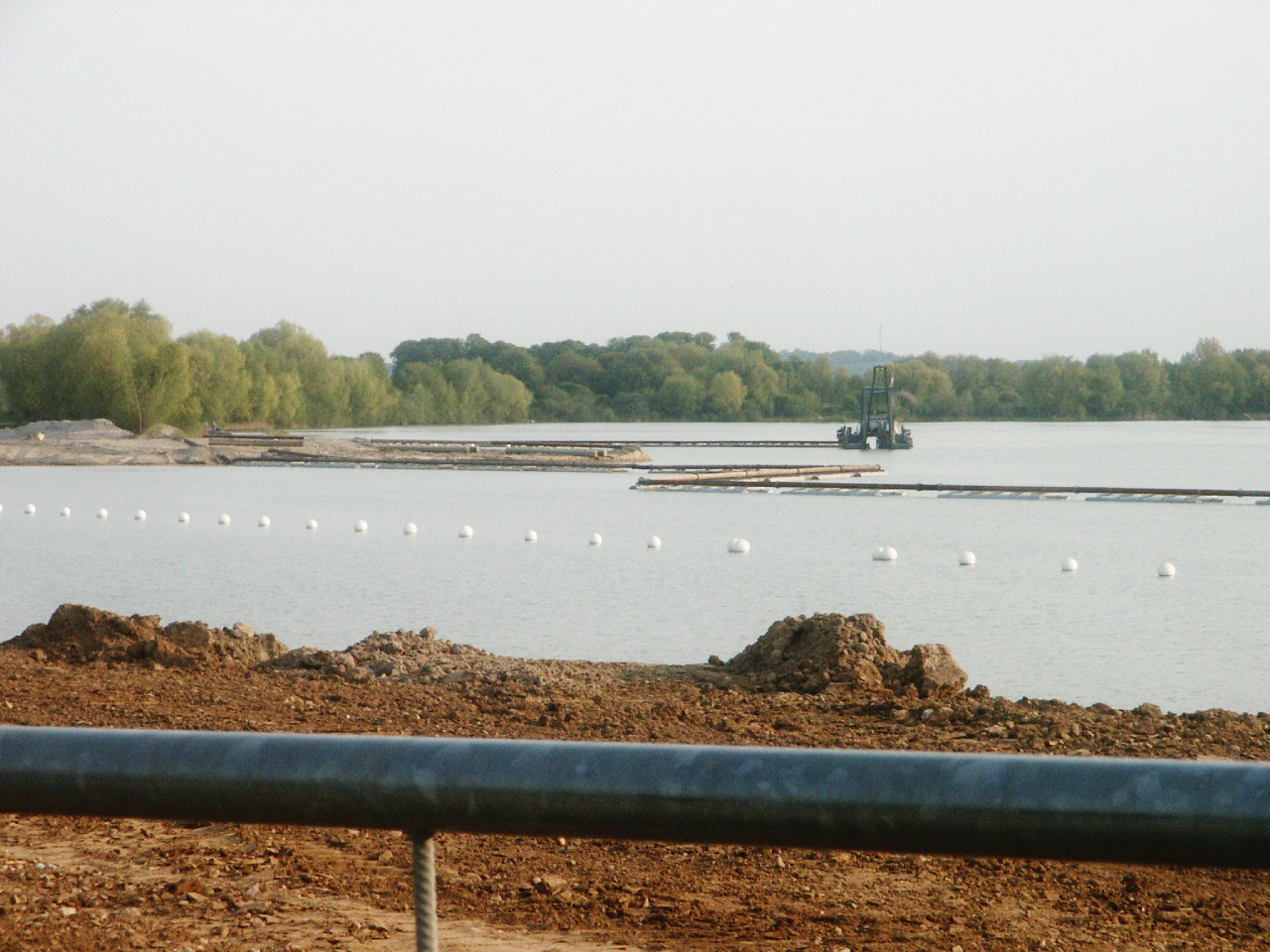
Zandgat

Dorpen: Altkalkar · Appeldorn · Grieth · Hanselaer · Hönnepel · Kehrum · Neulouisendorf · Niedermörmter · Wissel
Buurtschap: Emmericher Eyland · Polders: Bylerward · Wisselward